# Mạc Vân thi xã
Mạc Vân thi xã hay Tùng Vân thi xã là một tao đàn thơ văn do Tuy Lý Vương Nguyễn Phúc Miên Trinh và Tùng Thiện Vương Nguyễn Phúc Miên Thẩm nhà Nguyễn đồng sáng lập. Đây là một hội thơ nổi tiếng của Cố đô Huế ngày xưa. Hội thơ này thường họp tại Ký Thưởng Viên (hiện nay là phủ Tuy Lý Vương trong Thành phố Huế).
Người đứng đầu thi đàn này là Tùng Thiện Vương Miên Thẩm, còn được gọi là "Tao đàn nguyên súy". Ông Miên Thẩm là người nổi tiếng tấm lòng chân thực, khiêm tốn, phóng khoáng; không hề phân biệt địa vị, tuổi tác hay sang hèn. Nhờ vậy Tùng Vân xã (còn được gọi là Mặc Vân thi xã) tập hợp được nhiều danh sĩ đương thời, trong đó có Nguyễn Văn Siêu, Cao Bá Quát, Hà Tôn Quyền, Phan Thanh Giản, Nguyễn Đăng Giai... và nhiều hoàng thân quý tộc, các anh em của Tùng Thiện Vương như Thọ Xuân Vương Miên Định, Hàm Thuận Quận Công Miên Thủ, Tuy Lý Vương Miên Trinh, Tương An Quận Vương Miên Bửu, Hoằng Hóa Quận Vương Miên Triện,...
Tao đàn hoạt động khá sôi nổi, có nhiền áng thơ văn hay. Nhiều người đương thời đã so sáng nó với Hội Tao Đàn của vua Lê Thánh Tông triều Hậu Lê. Nhân Sùng Khánh, là một danh sĩ cũng Trung Quốc, từng đến thăm" Mạc Vân Thi Xã" ở "Ký Thưởng Viên"; ông có viết mấy đoạn thơ tặng ông Nguyên Thẩm như sau:
Phân tài trực bách Ngụy Tào Thực
Ái khách cách siêu Tề Mạnh Thường.
Dịch nghĩa:
So tài năng chẳng kém gì Tào Thực thời Ngụy
Yêu khách còn hơn cả Mạnh Thường thời Tề